# Cekcyn
Cekcyn (niem. Polnisch Cekzin; kaszb. Cékcëno) – wieś borowiacka w Polsce położona w województwie kujawsko-pomorskim, w powiecie tucholskim, w gminie Cekcyn na południowym skraju Tucholskiego Parku Krajobrazowego nad jeziorem Wielkim Cekcyńskim.
| 0080750 | Madera | część wsi |

## Historia

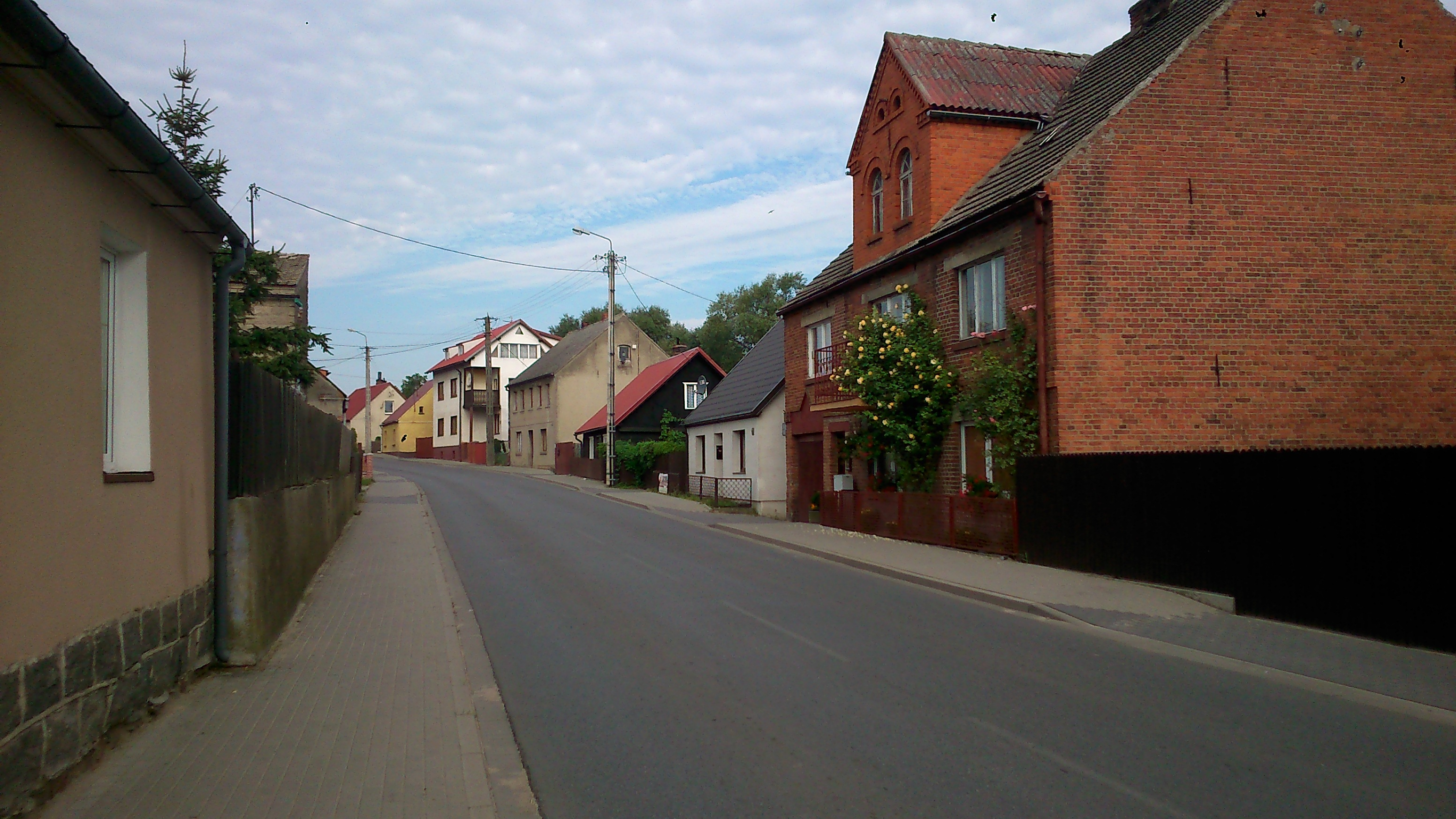
Ul. Główna w Cekcynie

Wieś jest miejscowością turystyczną, w której funkcjonują gospodarstwa agroturystyczne. Pierwsza wzmianka o Cekcynie pojawiła się w 1301 r. w dokumencie Wacława II. Przebiega tędy linia kolejowa Laskowice Pomorskie – Wierzchucin – Tuchola – Chojnice (od połowy sierpnia 1883 r.). Miejscowość jest siedzibą gminy Cekcyn. We wsi znajdują się: gminny ośrodek kultury, przedszkole gminne, biblioteka publiczna, szkoła podstawowa, gimnazjum, ośrodek zdrowia, dom strażaka, poczta, hala widowiskowo-sportowa, baza noclegowa. Z zachowanych ujęć miejscowości sprzed 100 lat wynika, że w 1903 roku stały tu 2 wiatraki. W 1942 roku okupanci niemieccy wprowadzili dla miejscowości nazwę niemiecką Seehaupten. 
Nazwa Cekcyn wywodzona jest z legendy o jednorękim rycerzu Ciechocie, którego przydomek brzmiał "Cekca".
W latach 1954–1972 wieś należała i była siedzibą władz gromady Cekcyn. W latach 1975–1998 miejscowość administracyjnie należała do województwa bydgoskiego.

## Zabytki
Na terenie miejscowości znajduje się rzymskokatolicki, neogotycki kościół parafialny pw. Podwyższenia Krzyża Świętego, wybudowany w latach 1869-1870 z cegły, z 50-metrową wieżą.

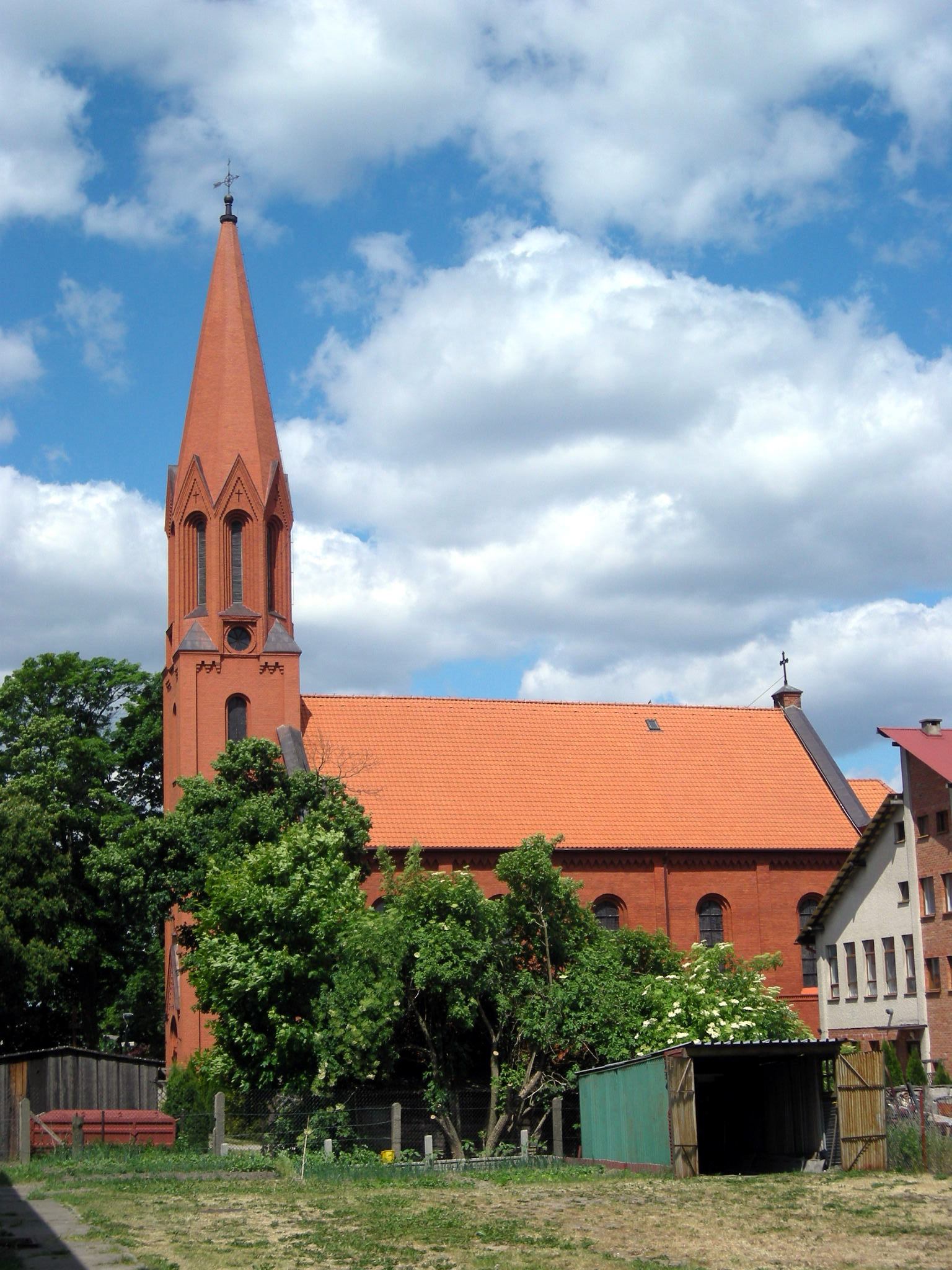
Kościół parafialny w Cekcynie

## Współczesność

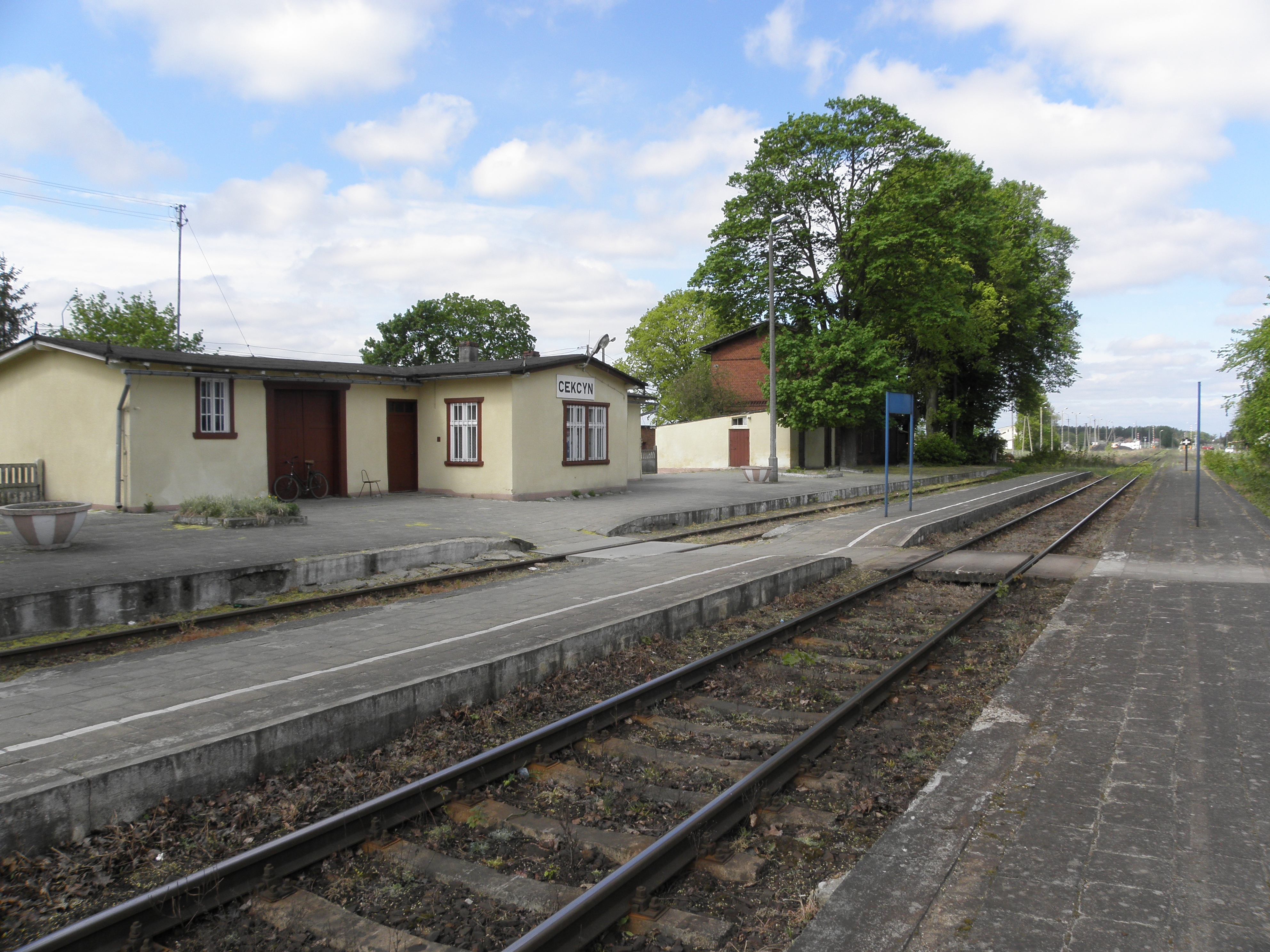
Przystanek kolejowy w Cekcynie

We wsi znajdują się przystanki: autobusowy i kolejowy (dawniej stacja kolejowa).
We wrześniu 2011 roku oddano do użytku halę widowiskowo-sportową w Cekcynie, wyposażoną m.in. w trybuny i boisko halowe, siłownię, pomieszczenia do gry w tenisa stołowego.
W roku 2012, nad Jeziorem Wielkim Cekcyńskim, otwarto budynek amfiteatru, którego styl nawiązuje do dawnego budownictwa w tym rejonie. Amfiteatr mieści wydarzenia kulturalne dla lokalnej społeczności i gości.
W sierpniu 2013 roku otwarto nowy budynek szkoły podstawowej (wtedy: gimnazjum), z miejscami dla 270 uczniów.
W maju 2022 roku, po renowacji obiektu mieszczącego się w byłym gospodarstwie rolnym, nabytego przez gminę w 2016 r., otwarto Centrum Usług Społecznych, będące miejscem lokalnej aktywizacji społeczności, szczególnie młodzieży i seniorów.

Centrum Usług Społecznych
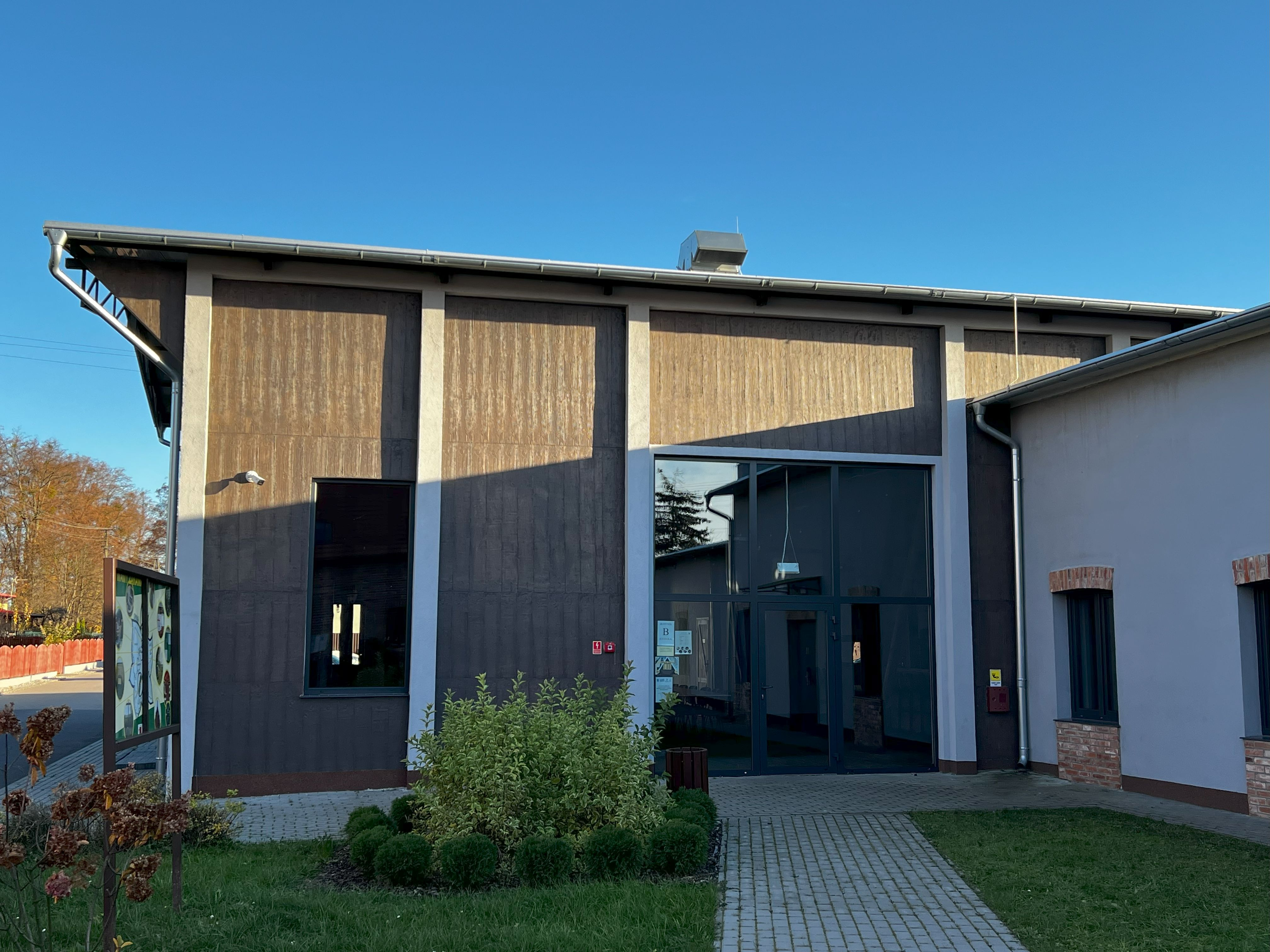
Budynek odnowionej stodoły
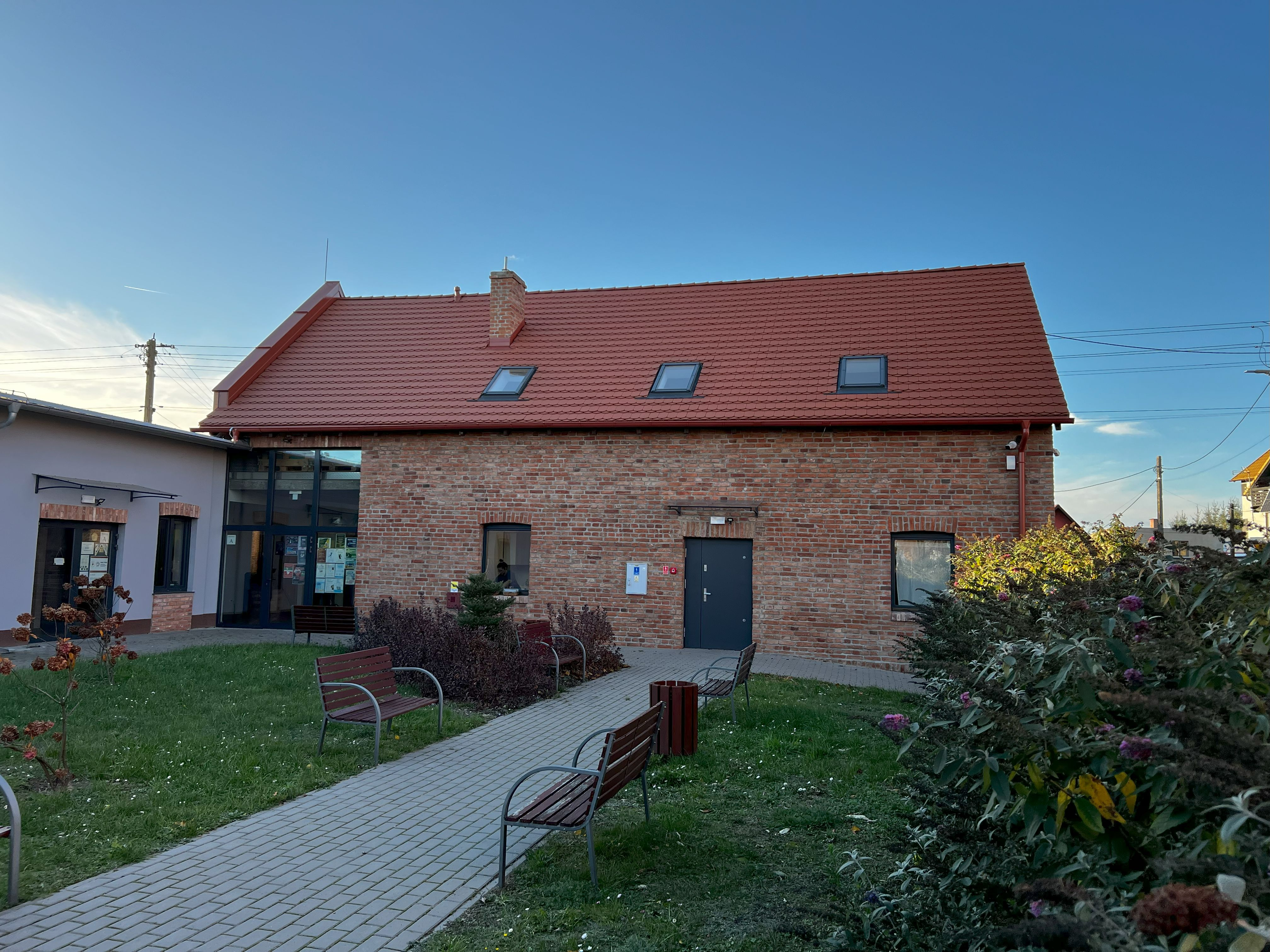
Główny budynek - Hopland

## Kultura i sport
W Cekcynie od 1971 roku działa orkiestra Campanella, założona przez dyrygenta Stanisława Fiegla, a następnie prowadzona przez Annę, Magdalenę i Adama Filipskich, wielokrotnie nagradzana w konkursach muzycznych i koncertująca w wielu krajach europejskich.
Miejscowość jest siedzibą klubu sportowego GLKS Cis Cekcyn. Klub skupia różne sekcje sportowe, takie jak: piłkarska, tenisa stołowego, minigolfa oraz lekkoatletyczna.
W Cekcynie, nad Jeziorem Wielkim Cekcyńskim, rokrocznie od sierpnia 2000 odbywają się spektakle teatralne Nocne Misteria Nadjeziorne, a od 2006 roku odbywa się Festiwal Muzyki Elektronicznej The Day Of Electronic Music, którego nazwa w 2004 roku została zmieniona na Cekcyn Electronic Music Festival (CEMF). Cekcyn gości również neohipisowski festiwal Moc Kwiatów, organizowany przez właściciela agroturystyki i entuzjastę muzyki — Czesława Chabowskiego.
Ponadto latem odbywają się różne imprezy turystyczne:
- rajd pieszo-rowerowy CykloCekcyn[22], skupiający się na promowaniu rejonu poprzez wykorzystanie ścieżek przyrodniczo-dydaktycznych w okolicznych terenach leśnych,
- widowisko sportowe Straight Outta Battle[23], bazujące na rywalizacji w dyscyplinach opartych na kalistenice,
- wydarzenie gminne Cekcyniada (dawn. Dni Gminy Cekcyn)[24], promujące lokalny folklor i integrację poprzez aktywności na świeżym powietrzu, koncerty, degustacje produktów Kół Gospodyń Wiejskich, itp.

Pozarządową organizacją promującą Cekcyn jako miejsce o szczególnych walorach przyrodniczych i turystycznych, a także prowadzącą mecenat kultury na terenie miejscowości i całej gminy, jest Towarzystwo Miłośników Ziemi Cekcyńskiej.